# Las obras de tesis de Shakespeare
La expresión «obras de tesis de Shakespeare» fue acuñada por el crítico F. S. Boas en Shakespeare y sus Predecesores (1896), y derivaba de un tipo de trama popular en su época, relacionado con el dramaturgo noruego Henrik Ibsen. La situación a la que se enfrenta el protagonista es propuesta por el autor como un ejemplo representativo de un problema social contemporáneo.
En los estudios sobre Shakespeare, las llamadas obras de tesis son tres piezas que escribió en la última década del siglo XVI y principios del XVII: Bien está lo que bien acaba, Medida por medida y Troilo y Crésida. Estas se caracterizan por su complejidad y tono ambiguo, alternando bruscamente entre el oscuro drama psicológico y lo cómico.
Algunos expertos incluyen otras obras como Cuento de invierno, Timón de Atenas o El mercader de Venecia. El término se ha aplicado también a otras pertenecientes a diferentes momentos de la trayectoria de Shakespeare, ya que nunca se ha llegado a definir con claridad y no es aceptado por todos los críticos.

## La concepción de Boas
El propio Boas incluye las tres primeras obras y añade que Hamlet actúa como enlace a este tipo de comedias con sus tragedias. Esta forma moderna del drama proporcionaba un modelo con el que estudiar las obras de Shakespeare que antes parecían situarse entre lo cómico y lo trágico. Boas identifica dos de las tres piezas teatrales como comedias, mientras que la tercera, Troilo y Crésida, se encuentra entre las tragedias de su First Folio (en español Primer Folio), aunque no figura recogido en su índice. Según este, las obras de tesis de Shakespeare exploran dilemas morales y problemas sociales específicos a través de sus personajes principales.
Boas sostiene que la obras permiten analizar temas complejos e ignorados; en lugar de suscitar simple alegría o dolor, las piezas llevan al lector a estar absorto y desconcertado. Bien está lo que bien acaba y Medida por medida tienen desenlace; Troilo y Crésida y Hamlet, no. En lugar de eso, Shakespeare espera que el propio lector interprete la obra. Para Boas, estos dramas, destacados por su temática y su enfoque, requieren una clasificación más allá de la comedia; adoptando la categorización popular de su época, las llamó obras de tesis.

## Otras concepciones
El autor Neil Rhodes sostiene que la principal característica de las obras de tesis shakesperianas es su controvertido argumento y, como consecuencia, su subgénero se ha vuelto cada vez menos preciso a medida que los expertos continúan debatiendo las polémicas en las comedias y tragedias más simples de Shakespeare. Lo que diferencia obras como Medida por medida de aquellas explícitamente cómicas o trágicas es que presentan las dos caras de una cuestión muy disputada, pero sin alterar el criterio del público. Rhodes continúa afirmando que este hecho de mostrar las cualidades de ambas partes de la discusión social es un recurso retórico habitualmente empleado, pero no creado, por Shakespeare. De hecho, esta práctica retórica de presentar una tesis con un contraargumento tan persuasivo es algo cuyo origen podemos situar en la Antigua Grecia. Según Rhodes, este tipo de obras deben afrontar un problema social que pueda ser discutido de una forma razonable, yendo desde los roles de género hasta marcos de poder institucionales.
Otro análisis de las obras de tesis de Shakespeare sería el de A.G Harmon, quien dice que lo común entre estos dramas es que se produce en ellos un debate intenso entre la norma y la naturaleza. Muchos de estas obras abordan un desorden natural, con unos personajes que pretenden reducirlo de diferentes formas. En cuatro a las obras que Harmon considera partícipes de este término: El mercader de Venecia, A buen fin no hay mal principio, Medida por medida y Troilo y Crésida, el orden social se restaura cuando se modifican de forma adecuada los contratos imperfectos. El concepto de Harmon sobre las obras de tesis difiere con otras opiniones en que él opina que estas ofrecen una solución a sus respectivas tramas. Al igual que los personajes deben cumplir con sus acuerdos, sostiene, Shakespeare cumple su propio contrato como dramaturgo ofreciendo una solución. Aunque el concepto de Harmon sobre estas obras de Shakespeare no coincide con la interpretación más común, él sí proporciona ejemplos de los dilemas sociales que el autor aborda a través de sus dramas. El problema social común para todos, según Harmon, es la tensión entre las leyes que establecen el orden y las tendencias naturales de los humanos. Las obras de tesis siguen una fórmula: las leyes sociales establecidas son desafiadas, el caos reina en torno a la sociedad y finalmente es vencido por la institución de un nuevo orden.
Desde el punto de vista del erudito Ernest Schanzer, este tipo de dramas se identifica en un primer momento independientemente de la idea de que es una obra de Shakespeare, solo basándose en lo que exige una obra de tesis en sí misma. Schanzer opta por considerar dentro de la definición de “problema” únicamente dilemas éticos, excluyendo otros psicológicos, políticos, sociales y metafísicos que puedan desarrollarse. Concluye que las obras se caracterizan por tener un dilema moral crucial que incita en el público diversas opiniones diferentes, pero igualmente plausibles. Siguiendo esta teoría, Schanzer distingue únicamente Medida por medida como obra de tesis, considerando que A buen fin no hay mal principio y Troilo y Crésida carecen del mencionado dilema ético fundamental que divida al público. Schanzer no insiste en su criterio en que este tipo de obras deban estar escritas por el propio Shakespeare, proponiendo Julio César y Antonio y Cleopatra como obras de tesis, en lugar de otras previamente reconocidas.